# Louis Fenton
Louis Fenton (3 de abril de 1993 en Wellington) es un futbolista neozelandés que juega como mediocampista o defensor en el Wellington Phoenix.

## Carrera
Debutó en 2011 jugando para el Team Wellington. En la ASB Premiership 2011-12 convirtió 8 goles en 13 partidos, ayudando a que su equipo finalice subcampeón. En 2012 firmó un contrato profesional por 3 años con el Wellington Phoenix, representante de Nueva Zelanda en la A-League australiana.
En su primer partido oficial con el club convirtió su primer gol profesional al marcarle al Sydney en un encuentro que los Nix ganaron 2-0. Esa temporada disputaría 25 de los 27 partidos de la A-League 2012-13 y sería reconocido como el jugador sub-23 del año del Phoenix. Sin embargo, la edición siguiente se perdió la mayor parte del torneo debido a una lesión en el hombro. Desde entonces, el entrenador Ernie Merrick lo reconvirtió de mediocampista a defensor lateral. Durante la A-League 2016-17 solo disputó siete partidos, en gran medida por sus problemas con el hombro, por lo que el Phoenix lo dejó libre para que consiguiera tiempo de juego en otro lugar, ofreciéndole un contrato que iniciaría a partir de la temporada 2018-19. Así, regresó al Team Wellington para la Premiership de Nueva Zelanda 2017-18, aunque a principios de 2018 dejaría el elenco para firmar con el Melbourne Knights de la NPL Victoria australiana. A mediados de 2018 regresó efectivamente a los Nix.

### Clubes
| Club               | País          | Año             |
| ------------------ | ------------- | --------------- |
| Team Wellington    | Nueva Zelanda | 2011 - 2012     |
| Wellington Phoenix | Nueva Zelanda | 2012 - 2017     |
| Team Wellington    | Nueva Zelanda | 2017 - 2018     |
| Melbourne Knights  | Australia     | 2018            |
| Wellington Phoenix | Nueva Zelanda | 2018 - Presente |

### Selección nacional
En representación de Nueva Zelanda conquistó el Campeonato Sub-20 de la OFC 2013 disputado en Fiyi y fue convocado para la Copa Mundial Sub-20 de ese año, en la que convirtió el único tanto de los Kiwis ante Croacia. En 2015 jugó los Juegos del Pacífico con los Oly Whites, en donde convirtió tres goles.
Su debut con el seleccionado mayor se dio en la derrota por 4-2 ante México el 20 de noviembre de 2013 por la vuelta repechaje para la Copa Mundial de 2014. Fue parte del plantel que ganó la Copa de las Naciones de la OFC 2016.

#### Partidos y goles internacionales
| Partidos y goles internacionales | Partidos y goles internacionales | Partidos y goles internacionales | Partidos y goles internacionales | Partidos y goles internacionales | Partidos y goles internacionales           | Partidos y goles internacionales |
| #                                | Fecha                            | Estadio                          | Rival                            | Resultado                        | Competición                                | Gol(es)                          |
| -------------------------------- | -------------------------------- | -------------------------------- | -------------------------------- | -------------------------------- | ------------------------------------------ | -------------------------------- |
| 2013                             |                                  |                                  |                                  |                                  |                                            |                                  |
| 1                                | 20 de noviembre                  | Westpac Stadium, Wellington      | México                           | 2 – 4                            | Clasificación para la Copa Mundial de 2014 |                                  |
| 2015                             |                                  |                                  |                                  |                                  |                                            |                                  |
| 2                                | 31 de marzo                      | Estadio Mundialista, Seúl        | Corea del Sur                    | 0 – 1                            | Amistoso                                   |                                  |
| 3                                | 12 de noviembre                  | Estadio Al-Seeb, Mascate         | Omán                             | 1 – 0                            | Amistoso                                   |                                  |
| 2016                             |                                  |                                  |                                  |                                  |                                            |                                  |
| 4                                | 28 de mayo                       | Sir John Guise, Puerto Moresby   | Fiyi                             | 3 – 1                            | Copa de las Naciones de la OFC 2016        |                                  |
| 5                                | 31 de mayo                       | Sir John Guise, Puerto Moresby   | Vanuatu                          | 5 – 0                            | Copa de las Naciones de la OFC 2016        |                                  |
| 6                                | 11 de junio                      | Sir John Guise, Puerto Moresby   | Papúa Nueva Guinea               | 0 – 0                            | Copa de las Naciones de la OFC 2016        |                                  |
| 7                                | 11 de octubre                    | RFK Stadium, Washington D. C.    | Estados Unidos                   | 1 – 1                            | Amistoso                                   |                                  |

## Palmarés
| Título                | Club               | País          | Año     |
| --------------------- | ------------------ | ------------- | ------- |
| Preolímpico de la OFC | Selección Sub-23   | Nueva Zelanda | 2012    |
| White Ribbon Cup      | Team Wellington    | Nueva Zelanda | 2011-12 |
| Campeonato Sub-20 OFC | Selección Sub-20   | Nueva Zelanda | 2013    |
| Copa de las Naciones  | Selección nacional | Nueva Zelanda | 2016    |
| Charity Cup           | Team Wellington    | Nueva Zelanda | 2017    |

### Distinciones individuales
| Distinción                                  | Año     |
| ------------------------------------------- | ------- |
| Jugador del año Sub-23 (Wellington Phoenix) | 2012-13 |